# Joseph Madeline
Pour les articles homonymes, voir Madeline.
 (mars 2017).
Si vous disposez d'ouvrages ou d'articles de référence ou si vous connaissez des sites web de qualité traitant du thème abordé ici, merci de compléter l'article en donnant les références utiles à sa vérifiabilité et en les liant à la section « Notes et références ».
Joseph Madeline est un architecte français né à Paris le 8 novembre 1891, mort à Paris 28 septembre 1977. Il est le frère de Louis Madeline, lui-même architecte.

## Biographie
Architecte DPLG, il est fait architecte en chef des Houillères du Nord et du Pas-de-Calais et architecte en chef de la reconstruction de la Moselle.
Il épouse Anne Marie Hallé en 1919.
Joseph Madeline dirige l'aménagement de plusieurs brasseries notamment, en 1925, Lipp où il ouvre une seconde salle plus en profondeur après une première salle en 1900. Ces salles de style Art déco sont célèbres pour leurs panneaux de céramique dus à Léon Fargue qui seront copiés dans la seconde salle. L'aménagement de la brasserie Balzar, appartenant au même propriétaire, est également confié à Joseph Madeline, toujours dans le style Art déco.
Il réalise également dans les années 1930 le siège de la mine de charbon de Faulquemont (Moselle) et les cités minières situées à proximité (cités des ingénieurs, des employés et des ouvriers). Cet ensemble industriel remarquable par son unité de style et son architecture fonctionnaliste se composait des bureaux du groupe, des bureaux du siège, des vestiaires et bains-douches, de la lampisterie, de la chaufferie, d'une centrale électrique, des recettes des puits 1 et 2, du criblage, de deux lavoirs, des ateliers mécaniques et électriques, des magasins, de garages à locomotives... Une grande partie de ces installations sera détruite à la fin des années 1990.